# Simon IV van Lippe
Simon IV (1404 – 11 augustus 1429) was heer van Lippe van 1415 tot zijn dood in 1429. Hij was een zoon van heer Bernhard VI en diens tweede vrouw Elisabeth van Moers.
Rond 1426 huwde hij met Margaretha van Brunswijk-Grubenhagen (1411 – na 31 oktober 1456), dochter van hertog Erik I. Uit dit huwelijk kwamen twee kinderen voort:
- Bernhard VII (1429 – 1511), heer van Lippe 1429-1511
- Simon (26 maart 1430 – Dringenberg 7 maart 1498), prins-bisschop van Paderborn 1465-1498